# Finnix
Finnix este o distribuție Live CD de Linux bazată pe Debian.